# Cleveland (Tennessee)
Cleveland – miasto w Stanach Zjednoczonych, w stanie Tennessee, w hrabstwie Bradley. Według spisu w 2020 roku liczy 47,4 tys. mieszkańców, co czyni je czternastym co do wielkości miastem stanu Tennessee. Obszar metropolitalny obejmuje 129,9 tys. mieszkańców. 
Główny ośrodek przemysłowy i produkcyjny stanu Tennessee. Swoje stanowiska posiada tutaj trzynastu producentów z listy Fortune 500.

## Demografia

### Ludność
Według danych z 2019 roku 83,6% mieszkańców identyfikowało się jako biali (76,3% nie licząc Latynosów), 8,1% jako czarni lub Afroamerykanie, 2,3% miało pochodzenie azjatyckie, 2,0% było rasy mieszanej, 0,15% to rdzenni Amerykanie i 0,01% to byli Hawajczycy i mieszkańcy innych wysp Pacyfiku. Latynosi stanowili 11,0% ludności miasta.
Do największych grup należą osoby pochodzenia niemieckiego (11,2%), irlandzkiego (11,0%), angielskiego (8,9%), „amerykańskiego” (8,2%), afroamerykańskiego, meksykańskiego (6,5%) i szkockiego lub szkocko–irlandzkiego (3,9%).

### Religia

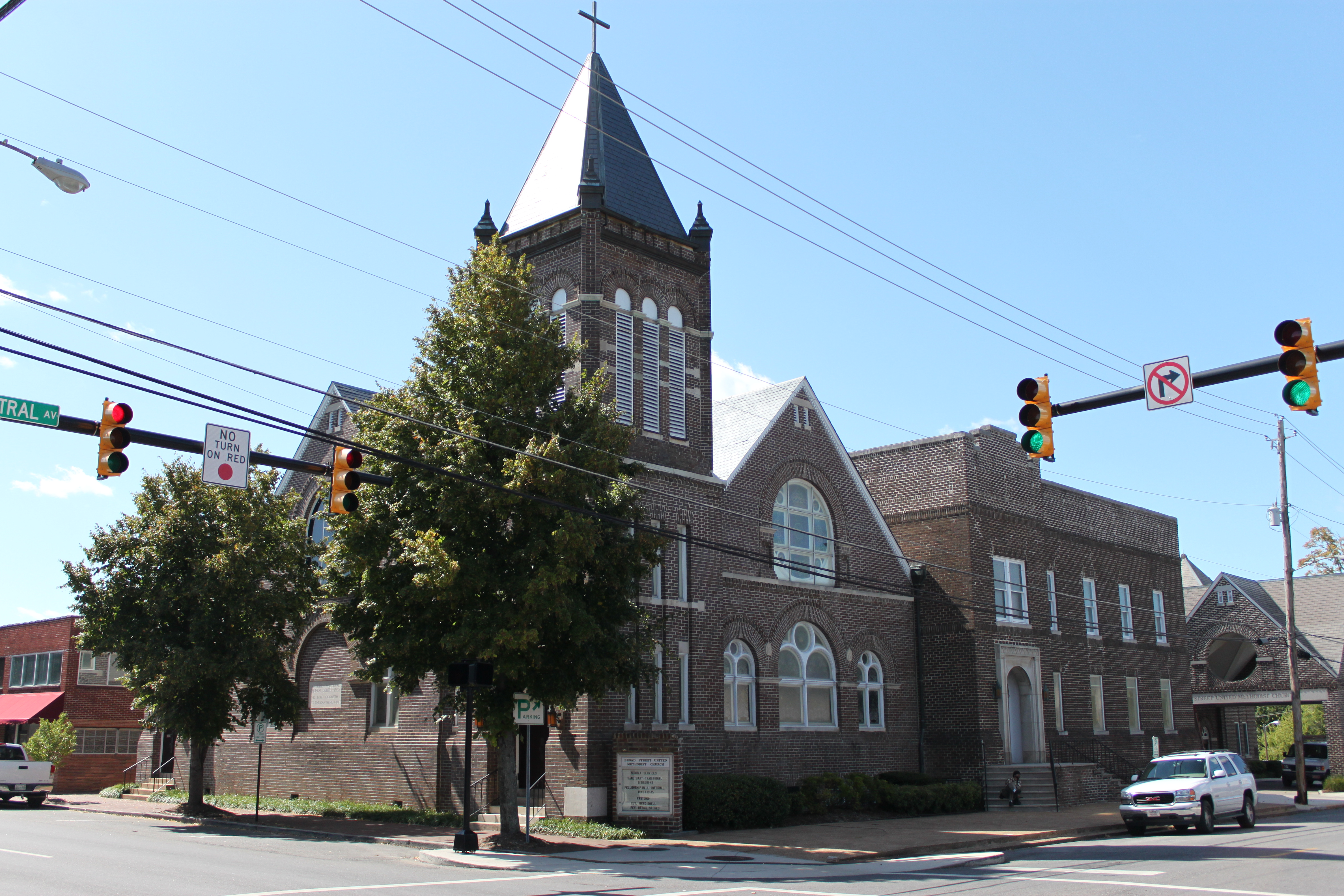
Kościół metodystów.

Cleveland posiada jeden z najwyższych odsetków zielonoświątkowców wśród amerykańskich aglomeracji. Swoją siedzibę ma tutaj Kościół Boży, będący jedną z największych organizacji zielonoświątkowych na świecie. Należy do niego 12% mieszkańców aglomeracji, członkiem tego kościoła jest też burmistrz miasta – Kevin Brooks.
W 2020 roku największymi grupami religijnymi w aglomeracji Cleveland były:
- Południowa Konwencja Baptystów – 34 506 członków w 101 zborach
- Kościoły zielonoświątkowe – ok. 20 tys. członków w 57 zborach
- ewangelikalizm bezdenominacyjny – 12 510 członków w 59 zborach
- Zjednoczony Kościół Metodystyczny – 5053 członków w 19 kościołach
- Kościół katolicki – 3533 członków w 2 parafiach
- Kościół Adwentystów Dnia Siódmego – 1632 członków w 7 zborach
- Kościoły Chrystusowe – 1569 członków w 13 zborach
- świadkowie Jehowy – 1048 członków w 4 zborach.